# Jean-Pierre Aumont

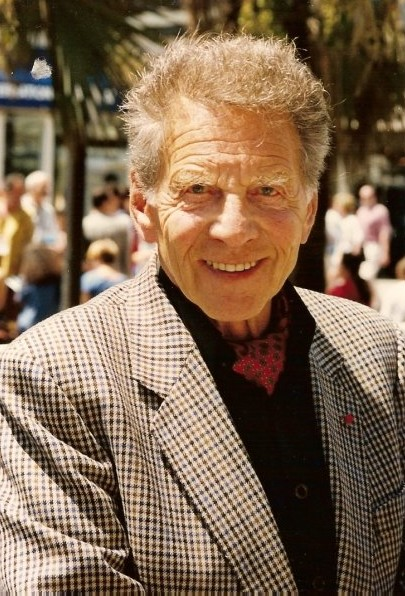
Jean-Pierre Aumont az 1993-as cannes-i filmfesztiválon

Jean-Pierre Aumont (Párizs, 1911. január 5. – Gassin, 2001. január 30.) francia színész.

## Életpályája
Párizsban tanult színi mesterséget, s 1930-ban egy Louis Jouvet rendezte Jean Cocteau-darabban lépett fel először. 1931-től szerepelt filmekben. A német megszállás idején Hollywoodban telepedett le, és csak az 1940-es évek végén tért vissza emigrációjából. Hamarosan azonban ismét a tengerentúlon vállalt szerződést. 1973-ban a Miss Universe zsűritagja volt.
A legnépszerűbb szerelmes hősök egyike, Annabella partnere volt. Férfias, de nem annyira markáns, inkább lírai jelenség volt. Emlékezetes szerepe a Két szerelmes óra (1939) frontról jött katonája.
1974-ben Bud Spencer és Terence Hill egyik közös filmjükben a Fordítsd oda a másik orcád is! című filmben is feltűnt, mint mellékszereplő.
1996-ban játszott utoljára a The Proprietor című filmben, ezután visszavonult a filmes pályától.

## Családja
1938–1940 között Blanche Montel (1902–1988) színésznő volt a felesége. Második felesége a fiatalon elhunyt Maria Montez (1912–1951) színésznő volt, akivel 1943–1951 között élt együtt. Lánya Tina Aumont (1946–2006) olasz színésznő volt. 1956-tól haláláig Marisa Pavan (1932-) színésznő volt a felesége, aki Pier Angeli (1932–1971) színésznő ikertestvére volt. Testvére: François Villiers (1920–2009) a nálunk is bemutatott A nagy érettségi című film (1959) rendezője volt. Anyai nagybátyja Georges Berr (1867–1942) színpadi színész volt.

## Halála
Jean-Pierre Aumont 2001. január 30-án halt meg szívroham következtében, Gassin, Franciaországban. 90 éves volt. Halála után elhamvasztották.

## Filmjei
- Jean de la Lune (1931)
- Échec et mat (1931)
- Faut-il les marier? (1932)
- Dans les rues (1933)
- Le voleur (1933)
- Ève cherche un père (1933)
- La merveilleuse tragédie de Lourdes (1933)
- Un jour viendra (1934)
- Lac aux dames (1934)
- Marie Chapdelaine (1934)
- Les yeux noirs (1935)
- L’équipage (1935)
- Ifjúság (1935)
- Tarass Boulba (1936)
- Vágyak asszonya (1936)
- Cargaison blanche (1937)
- Le messager (1937)
- Vidám tragédia (1937)
- Maman Colibri (1937)
- La femme du bout du monde (1938)
- Chéri-Bibi (1938)
- S.O.S. Sahara (1938)
- Belle étoile (1938)
- Külvárosi szálloda (1938)
- Két szerelmes óra (1939)
- Le paradis de Satan (1939)
- Assignment in Brittany (1943)
- Lorraine keresztje (1943)
- Szívverés (1946)
- Song of Scheherazade (1947)
- Az első úriember (1948)
- Az arany nyíl (1949)
- Hans, a tengerész (1949)
- Atlantiszi szirén (1949)
- L’homme de joie (1950)
- L’amant de paille (1951)
- La vendetta del corsaro (1951)
- Ultimo incontro (1951)
- Celanese Theatre (1951)
- Robert Montgomery Presents (1951)
- Goodyear Television Playhouse (1952)
- Les loups chassent la nuit (1952)
- Studio One (1952)
- Lili (1953)
- Koenigsmark (1953)
- Omnibus (1953)
- The Philco Television Playhouse (1953)
- Moineaux de Paris (1953)
- The Philip Morris Playhouse (1953)
- Lux Video Theatre (1953)
- Charge of the Lancers (1954)
- A Versailles-i kastély (1954)
- Lady Warner a disparu (1954)
- Napóleon (1955)
- Dix-huit heures d’escale (1955)
- Mademoiselle de Paris (1955)
- Climax! (1956)
- Studio 57 (1956)
- Hilda Crane (1956)
- ITV Television Playhouse (1956)
- The Errol Flynn Theatre (1957)
- A hetedik bűn (1957)
- Kraft Television Theatre (1957)
- Playhouse 90 (1958)
- John Paul Jones (1959)
- The United States Steel Hour (1959)-(1960)
- Letter to Loretta (1960)
- Startime (1960)
- So Help Me, Aphrodite (1960)
- Az ellenséges tábornok (1960)
- Una americana en Buenos Aires (1961)
- Le puits aux trois vérités (1961)
- Találkozás az ördöggel (1961)
- Theatre ’62 (1961)
- Les sept péchés capitaux (1962)
- Una domenica d'estate (1962)
- Sócio de Alcova (1962)
- Kés a sebben (1962)
- The Patty Duke Show (1963)
- Chronicle (1963)
- Disneyland (1963)
- Messze a határ (1963)
- The Nurses (1965)
- Flipper (1967)
- Les chevaliers du ciel (1968)
- The Name of the Game (1968)
- Vártorony (1969)
- Au théâtre ce soir (1969)-(1976)
- El coleccionista de cadáveres (1970)
- La pomme de son oeil (1970)
- Biribi (1971)
- L'homme au cerveau greffé (1971)
- Comme il vous plaira (1972)
- Joyeux chagrins (1972)
- Amerikai éjszaka (1973)
- Graf Yoster gibt sich die Ehre (1974)
- Fordítsd oda a másik orcád is! (1974)
- N’oubliez pas que nous nous aimons (1975)
- The Happy Hooker (1975)
- Az egér és a macska (1975)
- Mahogany (1975)
- Catherine et Cie (1975)
- Starsky and Hutch (1976)
- Des journées entières dans les arbres (1976)
- Rendez-vous en noir (1977)
- Blackout (1978)
- Two Solitudes (1978)
- La corde au cou (1978)
- Le petit théâtre d'Antenne 2 (1979)
- Paris-Vichy (1979)
- Kis híján édenkert (1979)
- Szerelemhajó (1979)
- The French Atlantic Affair (1979)
- Beggarman, Thief (1979)
- The Memory of Eva Ryker (1980)
- A Time for Miracles (1980)
- Allons z’enfants (1981)
- Carte Vermeil (1981)
- Arcole ou la terre promise (1981)
- Hart to Hart (1982)
- La villa delle anime maledette (1982)
- Difendimi dalla notte (1982)
- Emmenez-moi au théâtre: Le fleuve étincellant (1982)
- Quelques hommes de bonne volonté (1983)
- Les beaux quartiers (1983)
- Nana (1983)
- La java des ombres (1983)
- Le sang des autres (1984)
- Simon & Simon (1984)
- L’âge vermeil (1984)
- Coup de soleil (1985)
- La reverdie (1985)
- Le regard dans le miroir (1985)
- Sins (1986)
- On a volé Charlie Spencer! (1986)
- Édes haza (1987)
- Cinéma 16 (1987)
- Great Performances (1988)
- Istenek malmai (1988)
- À notre regrettable époux (1988)
- Cinéma (1988)
- Le bonheur d’en face (1989)
- A Tale of Two Cities (1989)
- The Free Frenchman (1989)
- Les grandes familles (1989)
- Les millionnaires du jeudi (1989)
- A Star for Two (1991)
- Bordertown (1991)
- Renseignements généraux (1991)
- Becoming Colette (1991)
- Crimes et jardins (1991)
- Az utolsó szó (1991)
- Counterstrike (1992)
- Los mares del sur (1992)
- Így lettem Colette (1993)
- Az ifjú Indiana Jones kalandjai (1993)
- Giorgino (1994)
- Jefferson Párizsban (1995)
- The Proprietor (1996)

## Díjai
- Tiszteletbeli César-díj (1991)

## Fordítás
Ez a szócikk részben vagy egészben  a   Jean-Pierre Aumont című francia Wikipédia-szócikk fordításán alapul.  Az eredeti cikk szerkesztőit annak laptörténete sorolja fel. Ez a jelzés csupán a megfogalmazás eredetét és a szerzői jogokat jelzi, nem szolgál a cikkben szereplő információk forrásmegjelöléseként.